# Руси
Руси (рус. русские) су најбројнији словенски и европски народ, који претежно живи у Русији, где према попису из 2010. чине више од 80% становништва.
Руси су етничка мањина у Украјини гдје према попису из 2001. године чине 17,3% од укупног становништва Украјине. Руси су већином православне вероисповести, а говоре руским језиком, који спада у групу источнословенских језика.
Руски је један од службених језика у државама Белорусија, Казахстан и Киргистан, тако да су Руси у тим земљама признати као један од државних народа.
Руси чине и 0,8% становништва у САД.
Фактички независном непризнатом државом Придњестровље, која се оцепила од Молдавије, управљају углавном Руси (30,35%) и Украјинци (28,81%), иако су најбројнији народ на том подручју Молдавци (32,10%).

## Етноним
Постоје две руске речи које се обично преводе као „Руси“. Један је "русские" (русские), што у модерној Русији најчешће значи "етнички Руси". Други је „россиане“ (россијане), што означава „руске грађане“, без обзира на етничку или верску припадност.
Име Руса потиче од народа раног средњег века, групе нордијских трговаца и ратника који су се преселили са друге стране Балтичког мора и основали државу са средиштем у Новгороду која је касније постала Кијевска Рус.
Од раног деветнаестог века развијено је неколико политички набијених теорија о руској националности, међу њима и идеје о јединственој „сверуској нацији“ која обухвата источнословенске народе, или „троједину нацију“: „Великоруса“, „Малоруса“ и „Белоруса“.

## Историја
Преци модерних Руса су словенска племена, за чији изворни дом неки научници сматрају да су била шумовита подручја Пинских мочвара, једне од највећих мочвара у Европи. Источни Словени су постепено насељавали Западну Русију у два таласа: један се кретао од Кијева према данашњем Суздаљу и Мурому и други од Полоцка према Новгороду и Ростову . Од 7. века па надаље, источни Словени су чинили највећи део становништва у западној Русији, и, према неким научницима, полако су али мирно асимиловали домородачке финске народе, укључујући Мерје, Муроме, и Мешчера
Изван археолошких остатака, мало се зна о претходницима Руса уопште пре 859. године нове ере, када Примарна хроника почиње своје записе. Верује се да су се Словени до 600. године лингвистички поделили на јужне, западне и источне гране.

### Средњовековна историја
Традиционални датум почетка специфично руске историје је успостављање руске државе на северу 862. којом су владали Викинзи. Стара Ладога и Новгород су постали први већи градови нове заједнице досељеника из Скандинавије са Словенима и Финцима. 882. Новгородски кнез Олег заузео је Кијев, чиме је ујединио северне и јужне земље источних Словена под једном влашћу. Држава је прихватила хришћанство из Византијског царства 988. године, чиме је започела синтеза византијске и словенске културе које су дефинисале православну словенску културу следећих хиљаду година. Кијевска Рус се на крају распала као држава због сукоба између чланова кнежевске породице која је њоме колективно владала. Кијевској Русији је припадала данашња западна Русија, Бјелорусија и деелови Украјине, Пољске и Балтичких држава.
После 13. века Москва је постала политички и културни центар. Москва је постала центар уједињења руских земаља. До краја 15. века Москва је ујединила североисточне и северозападне руске кнежевине, 1480. коначно је збацила монголски јарам. Територије Великог московског војводства су постале Руско царство 1547. године.

### Ново доба
Цар Петар Велики је 1721. преименовао своју државу у Руско царство, надајући се да ће је повезати са историјским и културним достигнућима древне Русија. Држава се сада простирала од источних граница Пољско-литванске заједнице до Тихог океана и постала велика сила; и једна од најмоћнијих држава у Европи после победе над Наполеоном. Сељачке буне су биле уобичајене, и све су жестоко угушене. Цар Александар II је укинуо руско кметство 1861. године, али су сељаци слабо прошли и револуционарни притисци су расли. У наредним деценијама, реформски напори као што су Столипинске реформе 1906–1914, устав из 1906. и Државна дума (1906–1917) покушали су да отворе и либерализују економију и политички систем, али су цареви одбили да се одрекну аутократске владавине и одолеле да поделе своју моћ.
Комбинација економског слома, умора од рата и незадовољства аутократским системом власти покренула је револуцију у Русији 1917. године. Збацивање монархије је у почетку довело на власт коалицију либерала и умерених социјалиста, али је њихова неуспела политика довела до преузимања власти од стране комунистичких бољшевика 25. октобра 1917. (7. новембра).
Године 1922, Совјетска Русија, заједно са Совјетском Украјином, Совјетском Белорусијом и Закавкаском СФСР-ом, потписале су Уговор о стварању СССР-а, званично спајајући све четири републике и формирајући Совјетски Савез као државу. Између 1922. и 1991. историја Русије је у суштини постала историја Совјетског Савеза, заправо идеолошки засноване државе која је отприлике истоветна Руском царству пре Брест-Литовског споразума из 1918. године. Од првих година, власт у Совјетском Савезу заснивала се на једнопартијској владавини комуниста, како су себе називали бољшевици, почев од марта 1918. Приступ изградњи социјализма, међутим, варирао је у различитим периодима совјетске историје: од мешовите економије и разноликог друштва и културе 1920-их преко командне економије и репресије из доба Јосифа Стаљина до „ере стагнације“ од 1960-их до 1980-их. Током овог периода, Совјетски Савез (заједно са својим савезницима) је победио у Другом светском рату, а затим је постао суперсила која се супротстављала западним земљама током Хладног рата . СССР је развио успешан свемирски програм, постигавши разне пионирске успехе, укључујући лансирање космонаута у свемир.
До средине 1980-их, када су совјетске економске и политичке слабости постале акутне, совјетски лидер Михаил Горбачов је кренуо у велике реформе; они су кулминирали распадом Совјетског Савеза, остављајући Русију поново саму и означавајући почетак постсовјетског руског периода. Руска Совјетска Федеративна Социјалистичка Република преименовала је себе у Руску Федерацију и постала једна од неколико наследница Совјетског Савеза.

## Географска дистрибуција
Постоје и мале руске заједнице на Балкану — укључујући Липованце у делти Дунава — централноевропске нације као што су Немачка и Пољска, као и Руси настањени у Кини, Јапану, Јужној Кореји, Мексику, Бразилу, Аргентини и Аустралији.
Значајан број Руса је емигрирао у Канаду, Аустралију и Сједињене Државе . Брајтон Бич, Бруклин и Саут Бич, Стејтен Ајленд у Њујорку су примери великих заједница недавних руских и руско-јеврејских имиграната. Друга места која насељавају Руси су Сани Ајлс Бич, северно предграђе Мајамија, и Западни Холивуд у области Лос Анђелеса.
Након руске револуције 1917. године, многи Руси који су идентификовани са Белом војском преселили су се у Кину — већина их се настанила у Харбину и Шангају. До 1930-их Харбин је имао 100.000 Руса. Многи од ових Руса су се вратили у Совјетски Савез после Другог светског рата. Данас, велика група у северној Кини и даље говори руски као други језик. Руси (елуосизу) су једна од 56 етничких група које је Народна Република Кина званично признала (као Руси).
Међу Русима се издваја низ етнографских група, као што су: Северни Руси, Јужни Руси, Козаци, Горјуни, Камчадали, Полехи, Помори, руски Кинези, Сибирци (Сибирци), Старожиљи, неке групе старовераца (каменшчици, липовци, семејци) и др. Главне су северне и јужноруске групе.

## Генетика
У складу са резултатима истраживања руских и естонских генетичара из 2008. године разликују се две групе Руса: северна и јужна популација.
Централни и Јужни Руси, којима припада већина руске популације, према Y хромозому Р1а, укључени су у општи „источноевропски“ генетски кластер са осталим источним и западним Словенима (Словаци и Чеси), као и несловенима Мађари и Аромуни. Генетски, сви источни Словени су идентични са западним Словенима; таква генетска чистоћа је донекле неуобичајена за генетику са тако широким насељавањем Словена, посебно Руса. Откривено је високо јединство аутозомних маркера источнословенских популација и њихове значајне разлике од суседних финских, туркијских и кавкаских народа.
Северни Руси, према мДНК, Y хромозому и аутозомном маркеру ЦЦР5де132, укључени су у северноевропски генетски кластер (Пољаци, Балти, германски и балтички фински народи).
Сходно томе, већ постојеће биологогенетичке студије су све хипотезе о мешању Руса са несловенским етничким групама или руском „несловенству“ су довели до тога да се такве теорије сматрају застарелим. Истовремено, потврђена је дугогодишња идентификација северноруске и јужноруске етнографске групе од стране етнолога. Претходни закључци физичких антрополога, историчара и лингвиста о близини древних Новгородских Словена и њиховог језика не источним, већ западним балтичким Словенима. Као што се види из генетских ресурса, савремени северни Руси су такође генетски блиски од свих словенских народа само Пољацима и слични Балтима. Међутим, то не значи да су северни Руси пореклом од Балта или Пољака, вероватније је да су сви народи нордијског генофонда потомци палеоевропске популације, која се задржала око Балтичког мора.

## Језик
Руски је званични и претежно говорни језик у Русији. То је матерњи језик са највише говорника у Европи и географски најраспрострањенији језик Евроазије, као и најраспрострањенији словенски језик у свету. Руски је други најчешће коришћени језик на Интернету после енглеског и један је од два званична језика на Међународној свемирској станици као и један од шест службених језика Уједињених нација.

## Култура

### Књижевност
Руска књижевност се сматра једном од најутицајнијих и најразвијенијих у свету. Може се пратити од средњег века, када су настајали епови и хронике на староисточном словенском језику. До доба просветитељства, књижевност је добила на значају, са делима Михаила Ломоносова, Дениса Фонвизина, Гаврила Державина и Николаја Карамзина. Од раних 1830-их, током златног доба руске поезије, књижевност је прошла кроз златно доба у поезији, прози и драми. Романтизам је дозволио процват песничког талента: Василиј Жуковски, а касније и његов штићеник Александар Пушкин, дошли су до изражаја својим делима. По Пушкиновим стопама, настала је нова генерација песника, укључујући Михаила Љермонтова, Николаја Некрасова, Алексеја Константиновича Толстоја, Фјодора Тјучева и Афанасија Фета.
Први велики руски романсијер био је Николај Гогољ. После њега је стварао Иван Тургењев, који је савладао и форму кратке приче и романа. Фјодор Достојевски и Лав Толстој убрзо су постали међународно познати. Иван Гончаров је упамћен углавном по роману Обломов. Михаил Салтиков-Шчедрин писао је прозну сатиру, док је Николај Лесков највише упамћен по краћој белетристици. У другој половини века Антон Чехов се истакао кратким причама и постао водећи руски драматург. Други важни догађаји у 19. веку укључивали су баснописца Ивана Крилова писце нефикцијске књижевности као што су критичар Висарион Бјелински и драматурге попут Александра Грибоједова и Александра Островског. Почетак 20. века сврстава се у Сребрно доба руске поезије. Ово доба је имало песнике као што су Александар Блок, Ана Ахматова, Борис Пастернак, Константин Балмонт, Марина Цветајева, Владимир Мајаковски и Осип Мандељштам. У овом периоду је било и неколико прворазредних романописаца и писаца кратких прича, као што су Александар Куприн, добитник Нобелове награде Иван Буњин, Леонид Андрејев, Јевгениј Замјатин, Дмитриј Мережковски и Андреј Бели.
После руске револуције 1917, руска књижевност се поделила на совјетске и белоемигрантске делове. Тридесетих година 20. века, социјалистички реализам је постао преовлађујући тренд у Русији. Његова главна фигура био је Максим Горки, који је поставио темеље овог стила. Михаил Булгаков је био један од водећих писаца совјетске ере. Роман Николаја Островског Како се калио челик спада међу најуспешнија дела руске књижевности. Утицајни писци емигранти су Владимир Набоков, и Исак Асимов; који је важио за једног од писаца научне фантастике „велике тројке”. Неки писци су се усудили да се супротставе совјетској идеологији, као што је романописац Александар Солжењицин, добитник Нобелове награде, који је писао о животу у гулазима.
| Пушкин (1799–1837) | Љермонтов (1814–1841) | Тургењев (1818–1883) | Достојевски (1821–1881) | Толстој (1828–1910) | Чехов (1860–1904) | Ахматова (1889–1966) | Булгаков (1891–1940) |
| ------------------ | --------------------- | -------------------- | ----------------------- | ------------------- | ----------------- | -------------------- | -------------------- |
|                    |                       |                      |                         |                     |                   |                      |                      |

### Филозофија
Руска филозофија је оставила велики утицај на светску филозифију. Александар Херцен је познат као један од родоначелника аграрног популизма. Михаила Бакуњина називају оцем анархизма. Петар Кропоткин је био најважнији теоретичар анархо-комунизма. Списи Михаила Бахтина значајно су инспирисали научнике. Хелена Блаватски је стекла међународну подршку као водећи теоретичар теозофије и суоснивала је Теозофско друштво. Владимир Лењин, велики револуционар, развио је варијанту комунизма познату као лењинизам. Лав Троцки је, са друге стране, основао троцкизам. Александар Зиновјев је био истакнути филозоф друге половине 20. века.
| Бакуњин (1814–1876) | Самарин (1819–1876) | Блаватска (1831–1891) | Кропоткин (1842–1921) | Соловјев (1853–1900) | Шестов (1866–1938) | Бердјајев (1874–1948) | Рерих (1874–1947) |
| ------------------- | ------------------- | --------------------- | --------------------- | -------------------- | ------------------ | --------------------- | ----------------- |
|                     |                     |                       |                       |                      |                    |                       |                   |

### Наука
Руски буџет за истраживање и развој је девети по величини у свету, са расходима од приближно 422 милијарде рубаља на домаћа истраживања и развој. Русија је 2019. године била десета на свету по броју научних публикација. Русија је заузела 45. место у Глобалном индексу иновација 2021. Од 1904. Нобелова награда је додељена двадесет и шест Совјета и Руса у области физике, хемије, медицине, економије, књижевности и мира.
Михаил Ломоносов је предложио очување масе у хемијским реакцијама, открио атмосферу Венере и утемељио модерну геологију. Од времена Николаја Лобачевског, који је био пионир нееуклидске геометрије, и истакнутог учитеља Пафнутија Чебишева, руски математичари су постали међу најутицајнијим светским математичарима. Дмитриј Мендељејев је измислио периодни систем, главни оквир модерне хемије. Софија Ковалевскаја је била пионир међу женама у математици у 19. веку. Девет совјетских/руских математичара је награђено Филдсовом медаљом. Григорију Перелману је 2002. године понуђена прва миленијумска награда за проблеме Клеја за последњи доказ Поенкареове претпоставке, као и Филдсова медаља 2006. године, а он је обе одбио.
Александар Попов је био међу проналазачима радија, док су Николај Басов и Александар Прохоров били копроналазачи ласера и масера. Жореш Алферов је значајно допринео стварању савремене физике и електронике хетероструктуре. Олег Лосев је дао кључни допринос у области полупроводничких спојева и открио диоде које емитују светлост. Владимир Вернадски се сматра једним од оснивача геохемије, биогеохемије и радиогеологије. Ели Мечников је познат по свом револуционарном истраживању у имунологији. Иван Павлов је познат углавном по свом раду у класичном кондиционирању. Лев Ландау је дао фундаменталне доприносе многим областима теоријске физике.
Николај Вавилов је био најпознатији по томе што је идентификовао центре порекла култивисаних биљака. Трофим Лисенко је био познат углавном по лисенковству. Многи познати руски научници и проналазачи били су емигранти. Игор Сикорски је био пионир авијације. Владимир Зворикин је био проналазач телевизијских система иконоскопа и кинескопа. Теодосије Добжански је био централна личност у области еволуционе биологије за свој рад на обликовању модерне синтезе. Џорџ Гамов је био један од најистакнутијих заговорника теорије Великог праска. Многи страни научници су дуго живели и радили у Русији, као што су Леонард Ојлер и Алфред Нобел .
| Ломоносов (1711–1765) | Лобачевски (1792–1856) | Мендељејев (1837–1906) | Јаблочков (1847–1894) | Павлов (1849–1936) | Ковалевскаја (1850–1891) | Корољов (1907–1966) | Сахаров (1921–1989) |
| --------------------- | ---------------------- | ---------------------- | --------------------- | ------------------ | ------------------------ | ------------------- | ------------------- |
|                       |                        |                        |                       |                    |                          |                     |                     |

#### Истраживање свемира
Роскосмос је руска национална свемирска агенција. Достигнућа Русије у области свемирске технологије и истраживања свемира могу се пратити од Константина Циолковског, оца теоријске астронаутике, чији су радови инспирисали водеће совјетске ракетне инжењере, као што су Сергеј Корољов, Валентин Глушко и многи други који су допринели развоју успех совјетског свемирског програма у раним фазама свемирске трке и даље.
Године 1957. лансиран је први вештачки сателит у орбити око Земље, Спутњик 1. Јуриј Гагарин је 1961. године успешно извео прво људско путовање у свемир. Уследили су многи други совјетски и руски записи о истраживању свемира. Године 1963, Валентина Терешкова је постала прва и најмлађа жена у свемиру, након што је летела у соло мисији на Восток 6. Године 1965. Алексеј Леонов је постао први човек који је извео свемирску шетњу, излазећи из свемирске капсуле током Восхода 2.
Године 1957. Лајка, совјетски пас у свемиру, постала је прва животиња која је орбитирала око Земље, на Спутњику 2. Године 1966. Луна 9 је постала прва свемирска летелица која је успела да преживи слетање на небеско тело, Месец. Године 1968. Зонд 5 је довео прве облике живота са Земље (две корњаче и друге облике живота) на Месец. Године 1970. Венера 7 је постала прва свемирска летелица која је слетела на другу планету, Венеру. Године 1971. Марс 3 је постао прва свемирска летелица која је слетела на Марс. Током истог периода, Луноход 1 је постао први ровер за истраживање свемира, док је Саљут 1 постао прва свемирска станица на свету. Русија је 2021. имала 176 активних сателита у свемиру, што је трећи највећи број на свету.

### Музика
До 18. века, музика у Русији се састојала углавном од црквене музике и народних песама и игара. У 19. веку дефинисала сцену класичне музике је обележила напетост између класичног композитора Михаила Глинке и других чланова Велике петроке и Руског музичког друштва на челу са композиторима Антоном и Николајем Рубинштајном. Каснију традицију Петра Иљича Чајковског, једног од највећих композитора епохе романтичара, наставио је у 20. век Сергеј Рахмањинов, један од последњих великих шампиона романтичног стила европске класичне музике. Светски познати композитори 20. века су Александар Скрјабин, Александар Глазунов, Игор Стравински, Сергеј Прокофјев, Дмитриј Шостакович, Георгиј Свиридов и Алфред Шнитке.
Совјетски и руски конзерваторијуми су створили генерације светски познатих солиста. Међу најпознатијим су виолинисти Давид Ојстрах и Гидон Кремер, виолончелиста Мстислав Ростропович, пијанисти Владимир Хоровиц, Свјатослав Рихтер, и Емил Гилелс, и вокал Галина Вишњевскаја.
| Глинка (1804–1857) | Мусоргски (1839–1881) | Чајковски (1840–1893) | Римски Корсаков (1844–1908) | Рахмањинов (1873–1943) | Стравински (1882–1971) | Прокофјев (1891–1953) | Шостакович (1906–1975) |
| ------------------ | --------------------- | --------------------- | --------------------------- | ---------------------- | ---------------------- | --------------------- | ---------------------- |
|                    |                       |                       |                             |                        |                        |                       |                        |

У совјетско време, популарна музика је била широко слушана и увој музичкој грани су били популарна два баладера — Владимир Висоцки и Булат Окуџава, и извођачи као што је Ала Пугачева. Џез је, чак и уз санкције совјетских власти, процветао и еволуирао у једну од најпопуларнијих музичких форми у земљи. Трио Ганелин су критичари описали као највећи ансамбл фри-џеза у континенталној Европи. До 1980-их, рок музика је постала популарна широм Русије и произвела је бендове као што су Ариа, Акуариум, ДДТ, и Кино. Поп музика у Русији је наставила да цвета од 1960-их, са светски познатим извођачима као што су т. АТу У скорије време, Little Big, рејв бенд, стекао је популарност у Русији и широм Европе.

### Кинематографија
Руска, а касније и совјетска кинематографија била је изврој бројних изума у свету филма, што је резултирало светски познатим филмовима као што је Бојни брод Потемкин. Филмски ствараоци из совјетске ере, пре свега Сергеј Ајзенштајн и Андреј Тарковски, постали су међу најиновативнијим и најутицајнијим светским режисерима. Ајзенштајн је био ученик Лава Кулешова, који је развио револуционарну совјетску теорију монтаже филмске монтаже у првој филмској школи на свету, Свесавезном институту за кинематографију. Теорија Кино-око Џиге Вертова имала је огроман утицај на развој документарног филма и биоскопског реализма. Многи филмови совјетског социјалистичког реализма били су уметнички успешни, укључујући Чапајева, Лете ждралови и Баладу о војнику .
Шездесетих и седамдесетих година 20. века у совјетској кинематографији је забележен већи избор уметничких стилова. Комедије Елдара Рјазанова и Леонида Гајдаја тог времена биле су изузетно популарне, а многе од фраза које се користе и данас. У периоду 1961–68. Сергеј Бондарчук режирао је Оскаром награђену филмску адаптацију епа Лава Толстоја Рат и мир, који је био најскупљи филм снимљен у Совјетском Савезу. Године 1969. објављен је филм Владимира Мотила Бело сунце пустиње, веома популаран филм у жанру остерна; филм традиционално гледају космонаути пре било каквог путовања у свемир. Године 2002. Руски ковчег је био први дугометражни филм икада снимљен у једном кадру. Данас руска филмска индустрија наставља да се шири.

### Архитектура
Историја руске архитектуре почиње раним дрвеним грађевинама старих Словена и архитектуром Кијевске Русије. Након христијанизације Кијевске Русије, неколико векова архитектура је била претежно под утицајем Источног римског царства. Аристотел Фиораванти и други италијански архитекти донели су ренесансне трендове у Русију. У 16. веку су се развиле јединствене шаторске цркве ; и дизајн куполе од лука, што је карактеристична карактеристика руске архитектуре. У 17. веку, ватрени стил орнаментике је цветао у Москви и Јарослављу, постепено отварајући пут наришкинском бароку 1690-их. Након реформи Петра Великог, руска архитектура је постала под утицајем западноевропских стилова. Наклоност ка употребиа рококо архитектуру током 18. века довело је до сјајних дела Бартоломеа Растрелија и његових следбеника. Током владавине Катарине Велике, Санкт Петербург је претворен у музеј неокласичне архитектуре на отвореном. Током владавине Александра I, стил ампира је постао дефакто архитектонски стил, а Николај I је увео еклектицизам у Русију. У другој половини 19. века доминирао је неовизантијски и руски стил препорода. Почетком 20. века, руски неокласични препород је постао тренд. Преовлађујући стилови касног 20. века били су сецесија, конструктивизам, и социјалистички класицизам.

### Религија
Највећа религија Русије је хришћанство. Русија има највећу православну популацију на свету. Што се тиче различитих социолошких истраживања о религионизим убеђењима појединца; између 41% и преко 80% укупног становништва Русије припада Руској православној цркви.
Нерелигиозни Руси могу имају повезаност са православном вером из културолошких разлога. Неки Руси су староверци: релативно мала расколничка група руског православља која је одбацила литургијске реформе уведене у 17. веку. Други расколи од православља укључују духоборе који су у 18. веку одбацили секуларну власт, руске православне свештенике, иконе, све црквене ритуале, Библију као врховни извор божанског откривења и природу Исусовог божанства, а касније емигрирали у Канаду. Још ранија секта били су Молокани који су се формирали 1550. године и одбацили царско божанско право да влада, иконе, Тројство како је наведено у Никејском симболу вере, православне постове, војна службу и обичаје, укључујући крштење у води.
Друге светске религије имају занемарљиву заступљеност међу етничким Русима. Највеће од ових група су ислам са преко 100.000 следбеника из националних мањина и баптисти са преко 85.000 руских присталица.
Од пада Совјетског Савеза појавили су се различити нови верски покрети који су окупили следбенике међу етничким Русима. Најистакнутији од њих су Родноверија, оживљавање словенске изворне религије која је заједничка и другим словенским народима, Други покрет, веома мали у поређењу са другим новим религијама, је висарионизам, синкретичка група са православним хришћанским пореклом.

### Спорт
Фудбал је најпопуларнији спорт у Русији. Фудбалска репрезентација Совјетског Савеза постала је први европски шампион освајањем Европског првенства у фубалу 1960. године и тим се пласирао до финала ЕП. 1988. године. Године 1956. и 1988. Совјетски Савез је освојио злато на Олимпијском фудбалском турниру. Руски клубови ЦСКА Москва и Зенит Санкт Петербург освојили су Куп УЕФА 2005. и 2008. Фудбалска репрезентација Русије пласирала се у полуфинале Еура 2008. Русија је била домаћин ФИФА купа конфедерација 2017. и Светског првенства у фудбалу 2018. године.
Хокеј на леду је веома популаран у Русији. Мушка репрезентација Совјетског Савеза у хокеју на леду доминирала је овим спортом на међународном нивоу током свог постојања, а савремена мушка репрезентација Русије у хокеју на леду је међу најуспешнијим тимовима у спорту. Бенди је руски национални спорт и историјски је био земља са највишим достигнућима у том спорту. Кошаркашка репрезентација Русије освојила је Евробаскет 2007, а руски кошаркашки клуб ЦСКА Москва је међу најуспешнијим европским кошаркашким саставима. Годишња Велика награда Русије Формуле један одржава се на Сочи Аутодрому у Олимпијском парку у Сочију.
Историјски гледано, руски спортисти су били једни од најуспешнијих такмичара на Олимпијским играма, заузимајући друго место по укупном броју медаља на Олимпијским играма. Русија је водећа нација на свету у ритмичкој гимнастици ; а руско синхроно пливање се сматра најбољим на свету. Уметничко клизање је још један популаран спорт у Русији, посебно клизање у пару и плес на леду. Русија је дала велики број познатих тенисера. Шах је такође веома популарна забава у земљи, а многи од најбољих светских шахиста су Руси деценијама. Летње олимпијске игре 1980. одржане су у Москви, а Зимске олимпијске игре 2014. и Зимске параолимпијске игре 2014. биле су домаћини у Сочију.
| Александар Овечкин | Светлана Ромашина | Марија Шарапова | Лев Јашин | Светлана Хоркина | Федор Јемељанеко | Василиј Алексејев | Марија Ласицкене |
| ------------------ | ----------------- | --------------- | --------- | ---------------- | ---------------- | ----------------- | ---------------- |
|                    |                   |                 |           |                  |                  |                   |                  |